# 瓦尔特·杨
瓦爾特·楊是米哈遊開發的電子遊戲《崩壞3rd》《崩壞：星穹鐵道》中的虛構角色。在《崩壞3rd》中瓦爾特·楊是非玩家角色，是虛構組織「逆熵」的盟主；在《崩壞：星穹鐵道》中瓦爾特·楊是玩家角色，是虛構組織「星穹列車」的乘員。在《崩壞3rd》中，瓦爾特·楊的中文配音為戴超行，日文配音為细谷佳正。在《崩壞：星穹鐵道》中，瓦爾特·楊的中文配音為彭博，日文配音為细谷佳正，韓文配音為漢藎，英文配音為科里·兰迪斯（Corey Landis）。

## 創作及設計
瓦爾特·楊是崩壞系列中唯一真正同時參與多部作品劇情的角色。在製作組的設定中，瓦爾特·楊原名约阿希姆·诺基安维塔宁，因为一些机缘巧合，继承了理之律者核心，改名瓦尔特。在《崩壞3rd》圣方丹事件结束后，瓦尔特和虛空萬藏通過星门前往另一侧，即穿越到《崩壞：星穹鐵道》的世界。
在角色設計方面，製作組最初嘗試了黑色短款外套和黑色圍巾的設計，後又加上了贴身的西式内衬；最終定稿爲「稳重」与「随性」并存的設計方案，選擇了比较贴合瓦尔特·杨沉稳可靠气质的浅灰色外套，圍巾隨意地戴在胸前。在《崩壞：星穹鐵道》瓦爾特·楊的角色立繪中，除了瓦爾特·楊的形象之外，在背景中還有《崩壞3》角色丽瑟尔·阿尔伯特·爱因斯坦、芙蕾德莉卡·尼古拉·特斯拉、瓦尔特·乔伊斯、虛空萬藏的形象。瓦爾特·楊的光錐名爲「以世界之名」，講述了瓦爾特·楊得到「瓦爾特」（Welt，德語意爲「世界」）名字的由來，和與瓦尔特·乔伊斯的故事。
在《崩壞3》中瓦爾特·楊爲非玩家角色；而《崩坏：星穹铁道》中，瓦爾特·楊在遊戲公測之時即爲玩家角色。瓦爾特·楊在2021年10月8日米哈遊發佈《崩坏：星穹铁道》的首支实机演示預告片中就有登場。在《崩坏：星穹铁道》遊戲中，瓦爾特·楊在開拓任務「今天是昨天的明天」的結尾登場，爲5星虚无命途的虛數屬性角色。
瓦爾特·楊在《崩壞3》中的中文配音為戴超行，日文配音為细谷佳正。瓦爾特·楊在《崩壞：星穹鐵道》中的中文配音為彭博，他同時也是《原神》中鍾離的中文配音。瓦爾特·楊在《崩壞：星穹鐵道》中的日文配音為细谷佳正，韓文配音為漢藎，英文配音為科里·兰迪斯（Corey Landis）。

## 作品中表現

### 《崩坏3》
瓦尔特·乔伊斯在与奥托·阿波卡利斯的激烈战斗中丧生。在他生命的最后时刻，他将自己的律者核心交给了约阿希姆，同時讓约阿希姆繼承了他的使命和名字「瓦爾特」。约阿希姆繼承了「瓦爾特」的名字後，也繼承了他母親的姓氏「楊」，成为了第二任理之律者「瓦爾特·杨」和逆熵盟主。瓦爾特在遊戲主線劇情第十二章「光与影的彼岸」首次登場，在量子之海之中將「理之律者核心」交给了布洛妮娅，之後瓦爾特回到逆熵继续担任盟主一职。

### 《崩坏：星穹铁道》

#### 角色故事
在《崩壞3rd》故事中，在与虛空萬藏的一次探险中，两人潜入一艘宇宙飞船。瓦尔特发现了一个姬子「同位體」的档案。於是两人出发去探索這位「姬子」的世界，即《崩壞：星穹鐵道》的世界。在飛船失去动力，被恰好路過的星穹列車（開拓命途）搭救後，瓦爾特登上了星穹列車，成爲了星穹列車的乘員。在同行任务·化外过客「异邦骑士」中，瓦爾特和三月七協助地衡司辨認仙舟上出現的可疑人物。瓦爾特看到罗刹後認出其樣貌，稱自己在其他的宇宙至少見過2個「同位體」。

#### 角色玩法
在《崩壞：星穹鐵道》中，瓦爾特使用柺杖形態的第九神之键「伊甸之星」進行戰鬥，並且他在戰鬥中可以創造小型黑洞。瓦尔特的普通攻擊可以对敌方单体造成虚数伤害。瓦爾特的战技能夠对敌方单体造成虚数伤害并对敌方随机单体造成虚数伤害，有概率使受击的敌方目标减速2回合。瓦爾特的终结技可以对敌方全体造成虚数伤害，并有概率使受击的敌方目标禁锢。

## 反響及評價
評論員對瓦爾特·楊的角色的設計和玩法有較爲正面的評價。Pocket Tactics評論員稱讚瓦爾特·楊學識淵博，有着聪明的头脑和冷静的气质，是主角團的中流砥柱。同時，瓦爾特·楊也是強大的隊友，可以使敌人丧失能力并对其施加减益以制勝。Game Rant評論員稱讚瓦爾特·楊是《崩壞：星穹鐵道》中备受期待的角色，因其减益能力和輸出潜力成为了玩家的热门选择。運動畫刊評論員評價瓦爾特·楊是遊戲公測版本中最罕見的傷害類型「虛數」屬性的角色，可以讓減緩敵方的行動速度，對敵方造成不俗的虛數屬性傷害。TheGamer評論員、認爲瓦爾特·楊是《崩壞：星穹鐵道》中最好的早期角色之一，通過裝備正确的光锥，可以在後期提升爲十分強大的角色。Screen Rant評論員認爲瓦爾特·楊并不是《崩壞：星穹鐵道》发售时第一梯隊的角色，但他的戰鬥能力讓人影響深刻。他的技能不但能對敵人進行减益，同时還能造成大量伤害，使得他成爲補充隊伍整體傷害的強力角色。

## 外部連結
- YouTube上的崩壞編年史——理之律者 《崩壞3rd》
- YouTube上的《崩壞：星穹鐵道》走近星穹——「瓦爾特：重返前線育新苗」